# Vallum Sø
Vallum Sø ligger på Djursland, ca. 1 km øst for Ryomgård. Søen er 11 ha stor og lavvandet, med en gennemsnitsdybde på 2,1 m og en maksimal dybde på 3,2 m. Søen er omgivet af flere forskellige naturtyper, især blandskov, ellesump, rørskov, enge og græsningsarealer med skotsk højlandskvæg. På den skovklædte vestside er terrænet kuperet, på østsiden er det mere fladt. Der findes flere kildevæld ved søen.

## Vandforhold
Vallum Bæk, der afvander det meste af søens opland og løber til søen fra nord, er det eneste egentlige tilløb. Afløbet, Ryomgård Møllebæk, fører vandet fra søens sydside mod sydvest til Ryom Å, der har videre forbindelse til Kolindsundkanalerne med udløb i Kattegat ved Grenå.
Søen har været forurenet gennem mange år på grund af dårligt renset spildevand fra ejendomme langs Vallum Bæk og næringsstoftilførsel fra marker i nærheden. Forureningen er, siden slutningen af 1980'erne, reduceret betydeligt, og tilstrømningen af vand til Vallum Sø er nu relativ ren.
I 1999 blev vandkvaliteten i Vallum Sø undersøgt. Efterfølgende blev der opfisket 3,8 ton fisk, hovedsagelig bestående af brasen, aborre og skaller, og der blev udsat geddeyngel for at forbedre vandmiljøet i søen, men søen har endnu ikke nået et tilfredsstillende økologisk stadie. Der er derfor nye tiltag på vej.
Vallum Sø kan opleves til fods eller på cykel ad stisystemer rundt om søen, f.eks. med start fra Gjerrild-stien, som på sit første stykke forløber fra Ryomgård langs østsiden af søen.

## Dyrelivet
Dyrelivet i og omkring Vallum Sø er relativt rigt, med forekomster af flere bemærkelsesværdige arter. Årsagen hertil skal blandt andet findes i søens afsides beliggenhed, idet der kun er adgang til fods eller på cykel, og at der hér er flere forskellige habitattyper forbundet med hinanden. Nogle af dem er indhegnet af private lodsejere eller på anden måde utilgængelige for almenheden. For eksempel er store partier af skovene omkring søen "jungle" på sumpet bund med flere stående træruiner. Fuglelivet ved søen er velbeskrevet, idet det overvåges af lokale ornithologer, som foretager optællinger flere gange årligt.

### Odder
Odderen er blevet registreret ved Vallum Sø i august 2009. Den er siden blevet set flere gange ved søen af de lokale beboere. Et fund af en hvilende odderunge på søbredden tyder på, at den yngler her eller i nærheden.

### Rådyr og krondyr
Rådyr er almindelige i området og ses både i skoven og på engene nord for søen. Krondyr besøger af og til området; hyppigst ses hinder og kalve.

### Vandfugle
Søens ynglende vandfugle tæller bl.a. knopsvane, flere par toppede lappedykkere, blishøne og gråand. Om vinteren besøges Vallum Sø af rastende pibe- og sangsvaner, store skalleslugere og i nogle vintre af grågæs og flokke på flere hundrede canadagæs og gråænder.

### Hvepsevåge og andre rovfugle
Hvepsevågen ses jævnligt i forsommeren i parrings- og territoriehævdende flugt over skovene vest for søen, hvor de antagelig yngler. Foruden hvepsevåge yngler også de tre almindelige rovfuglearter: Musvåge, spurvehøg og tårnfalk. I træktiden, forår og efterår, ses af og til rørhøg og fiskeørn fouragere over søen.

### Isfugl
Isfuglen har holdt til ved Vallum Sø i adskillige år. Den ses hyppigst ved søens nordende og langs Vallum Bæk, hvor den fisker og formodes at yngle.

### Andre fuglearter
Af andre bemærkelsesværdige fuglearter, der yngler ved Vallum Sø, bør også nævnes nattergal og kærsanger. Nattergalen har dog ikke været registreret siden 2009.

### Snog
På østsiden af Vallum Sø, langs Gjerrild-stien, findes der områder med ellesump og fugtig eng. Området er rig på padder, og her findes også snoge. De kan ses om foråret, tidligt om morgenen, når de lægger sig ud på stierne for at få solvarme.

### Insekter og planter
Observationer vedrørende insekter og planter ved Vallum Sø kan findes på Danmarks Fugle og Naturs hjemmeside.